# Draft da NBA de 2016
O Draft da NBA de 2016 foi realizado no dia 23 de Junho de 2016, no Barclays Center em Brooklyn, New York. O draft começou às 7:00 pm Eastern Daylight Time (23:00 UTC), e transmitido nos Estados Unidos pela ESPN. Neste draft, os times da National Basketball Association (NBA) selecionarão novatos da universidade nos Estados Unidos e outros jogadores elegíveis, incluindo jogadores internacionais.

## Ordem do Draft

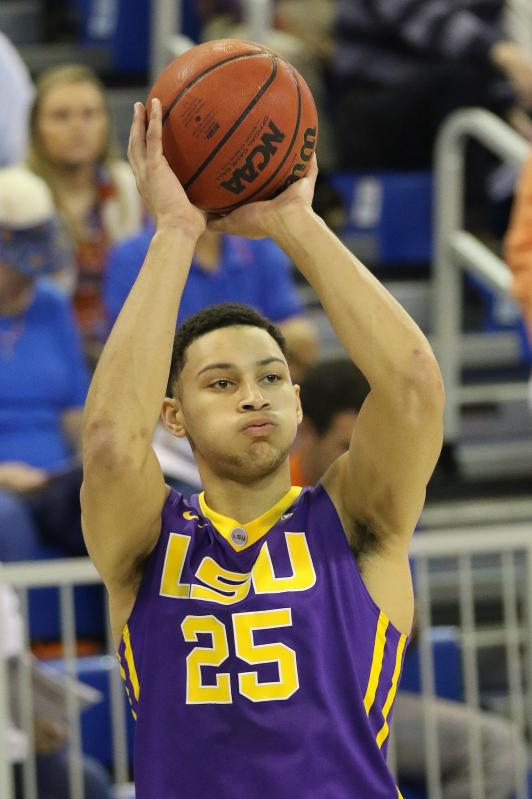
O australiano Ben Simmons foi selecionado em primeiro lugar pelo Philadelphia 76ers.

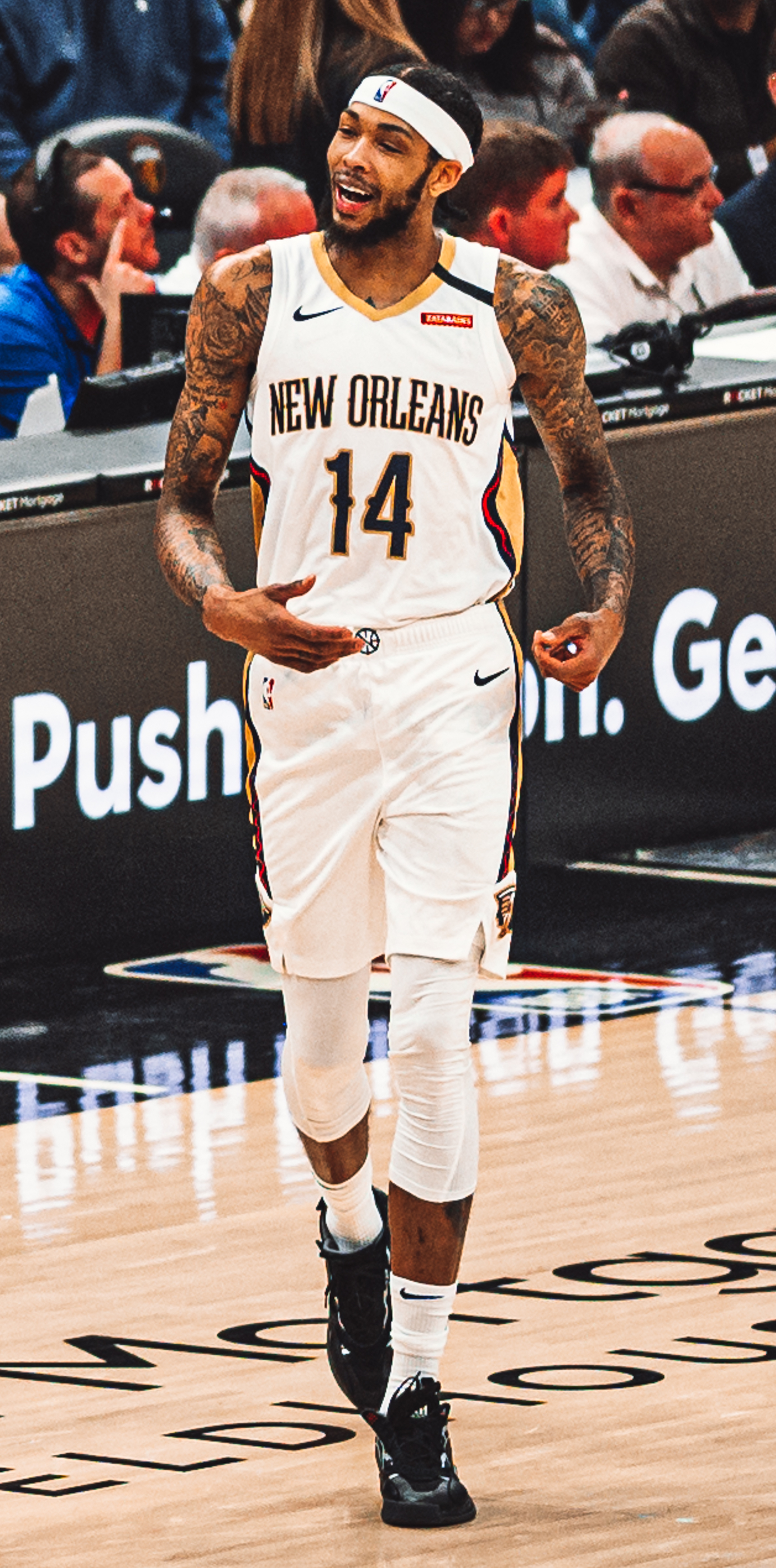
Brandon Ingram foi selecionado em segundo lugar pelo Los Angeles Lakers.

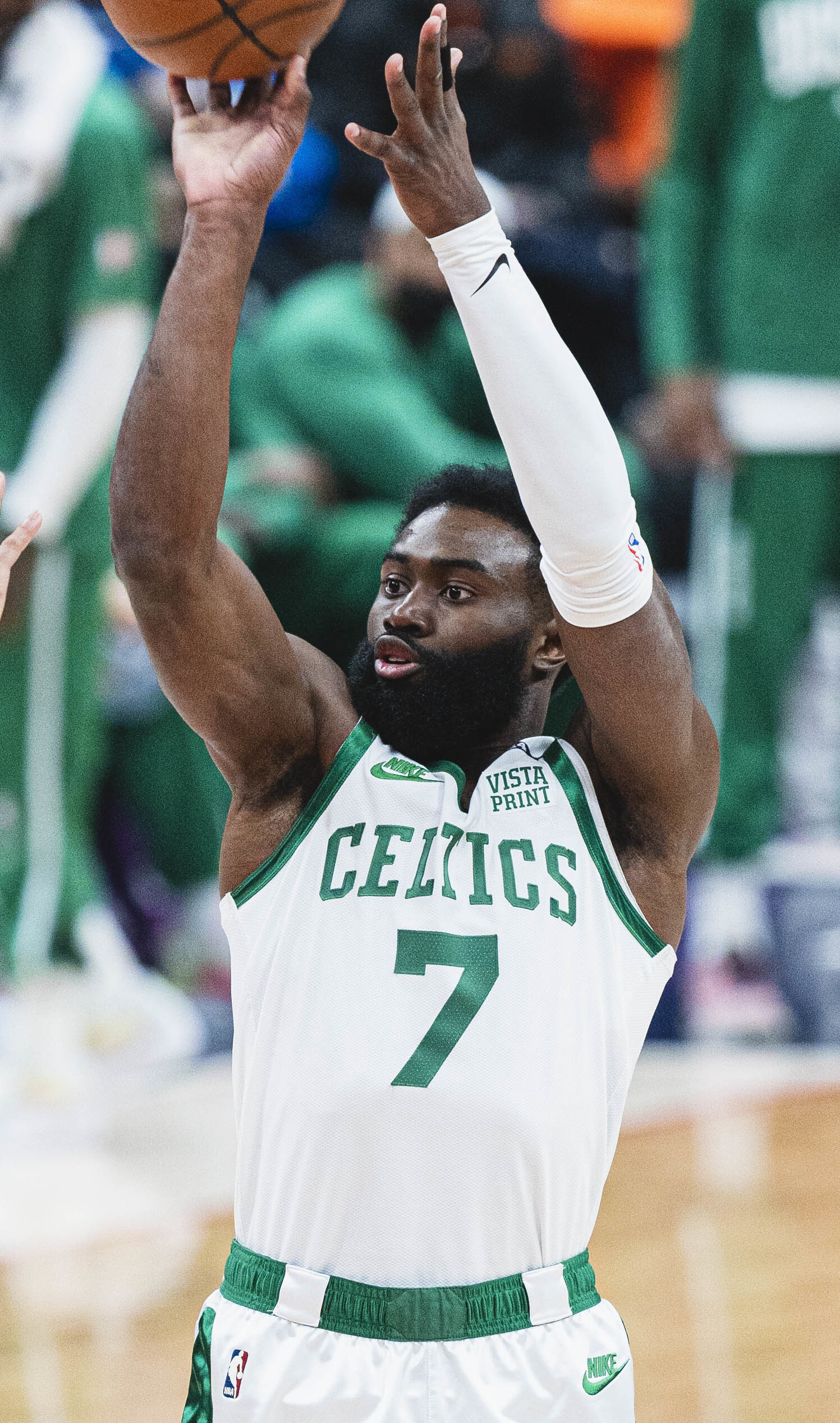
Jaylen Brown foi selecionado em terceiro lugar pelo Boston Celtics.

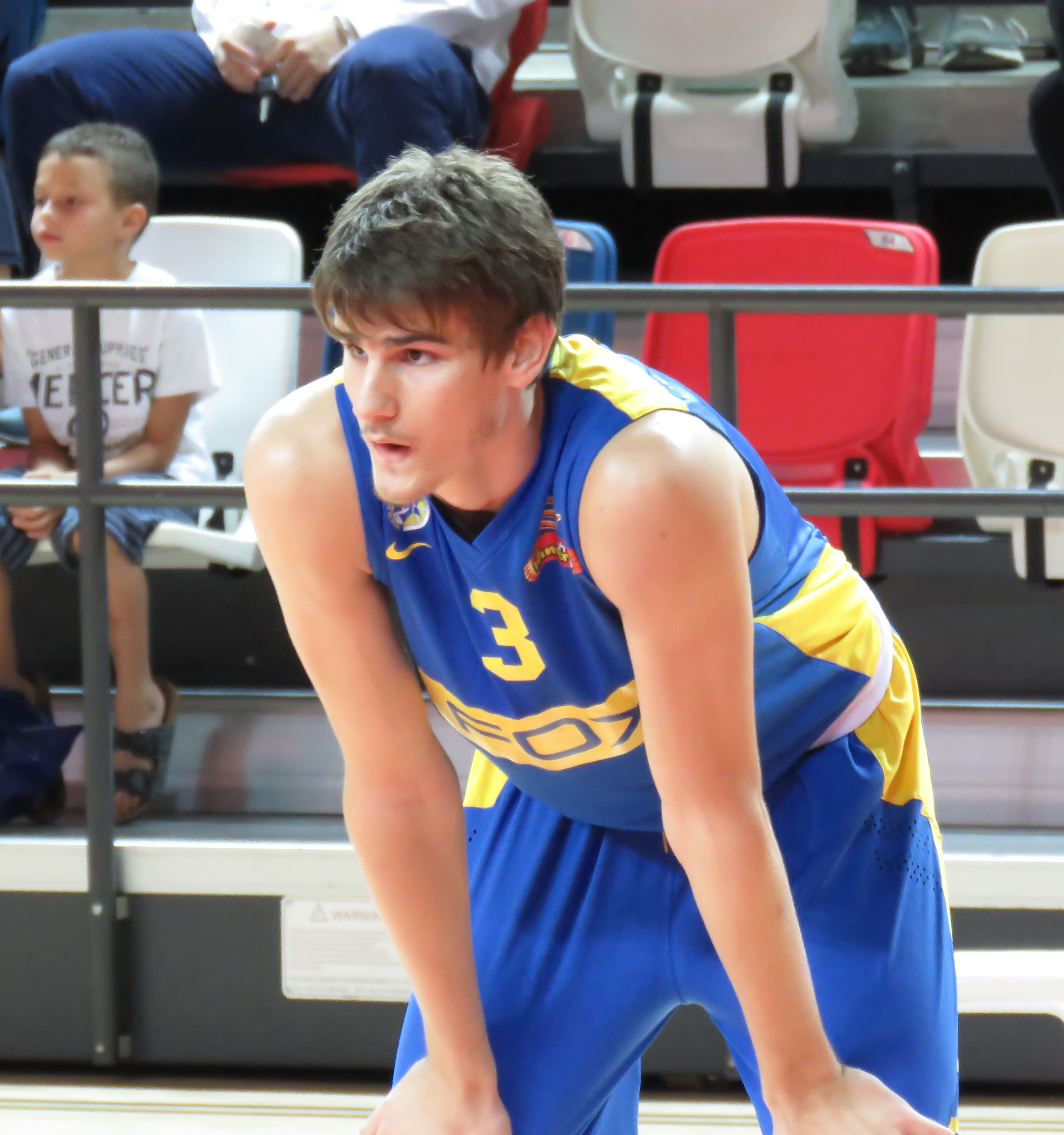
Dragan Bender, 4ª escolha feita pelo Phoenix Suns.

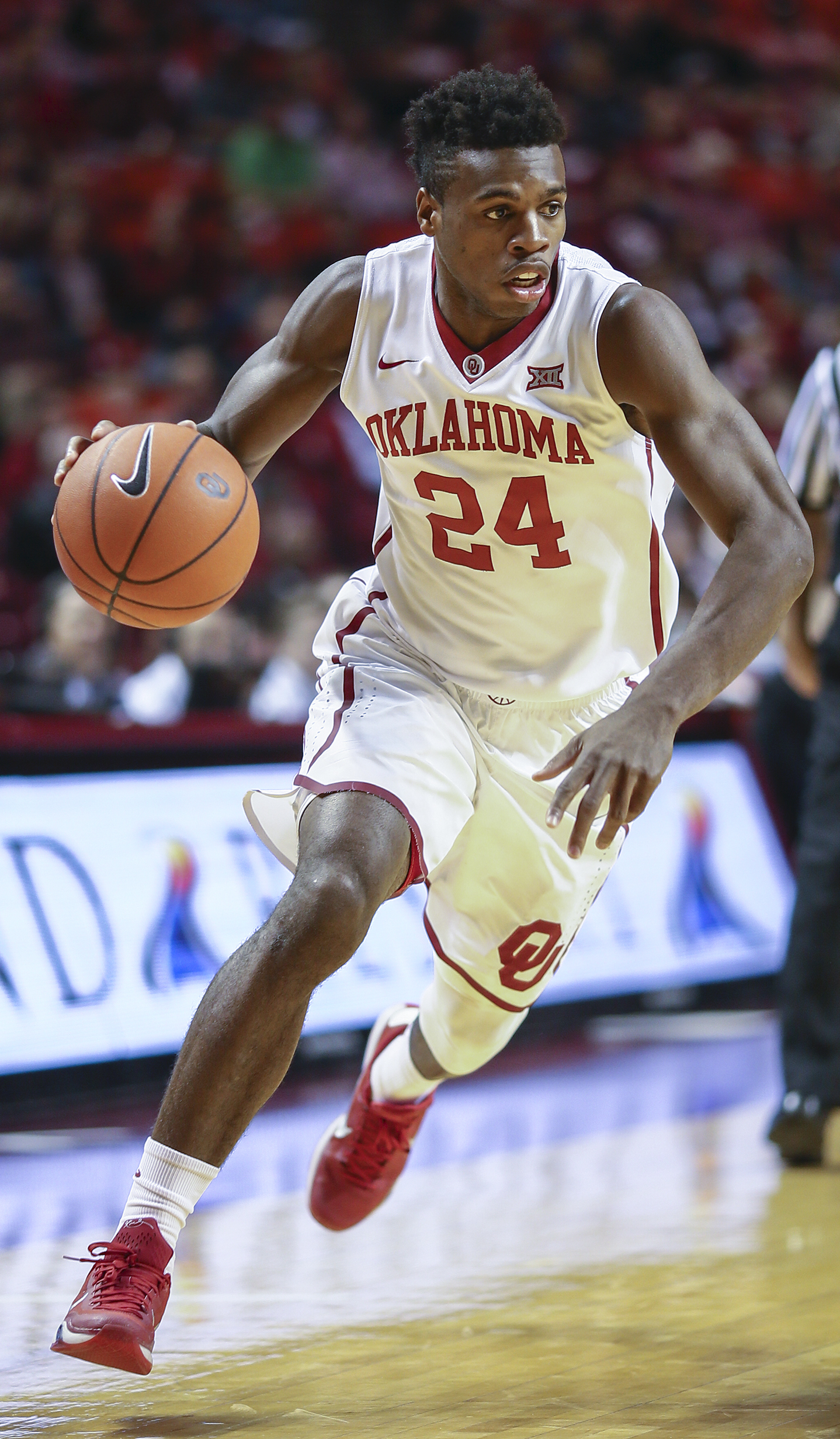
Buddy Hield foi a 6ª escolha feita pelo New Orleans Pelicans.

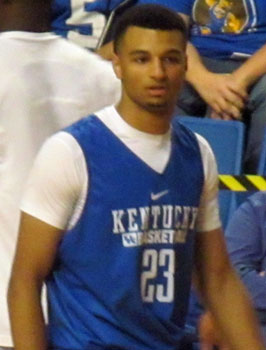
Jamal Murray, 7ª escolha feita pelo Denver Nuggets.

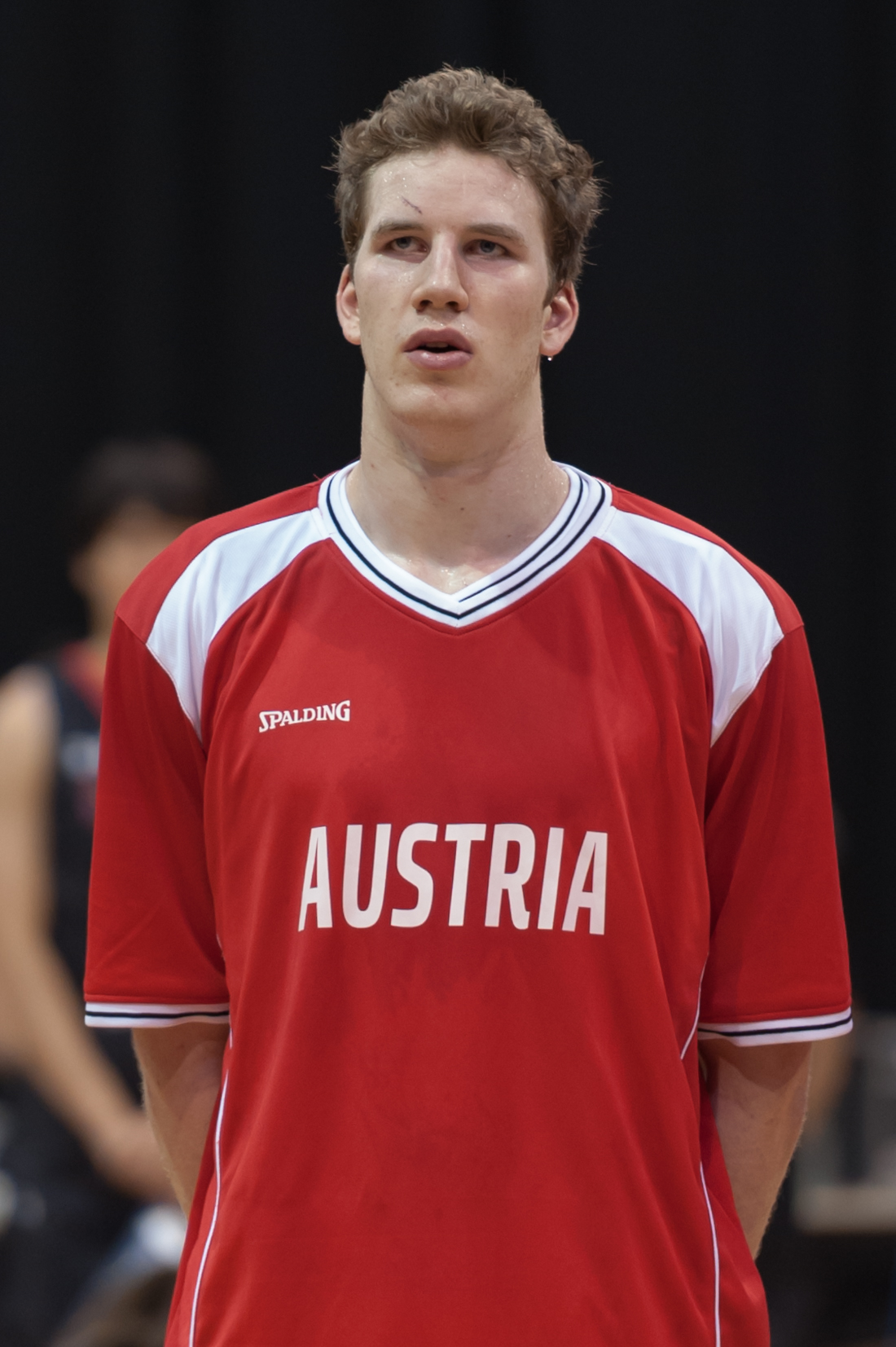
Jakob Pöltl foi a 9ª escolha feita pelo Toronto Raptors.

### Primeira Rodada
|  | Jogadores que foram incluídos no Hall da Fama do Basquete                               |
|  | Jogadores que foram pelo menos uma vez MVP da temporada da NBA                          |
|  | Jogadores que foram selecionados para pelo menos um NBA All-Star Game e um All-NBA Team |
|  | Jogadores que foram selecionados para pelo menos um All-NBA Team                        |
|  | Jogadores que foram selecionados para pelo menos um NBA All-Star Game                   |
|  | Jogadores que nunca atuaram em nenhuma partida sequer pela NBA                          |

| PG | Armador     |
| SG | Ala-armador |
| SF | Ala         |
| PF | Ala-pivô    |
| C  | Pivô        |

| Escolha | Nome                    | Posição | Nacionalidade  | Time                                        | Universidade/Time      |
| ------- | ----------------------- | ------- | -------------- | ------------------------------------------- | ---------------------- |
| 1       | Ben Simmons             | PF/PG   | Austrália      | Philadelphia 76ers                          | LSU                    |
| 2       | Brandon Ingram          | SF      | Estados Unidos | Los Angeles Lakers                          | Duke                   |
| 3       | Jaylen Brown            | SF      | Estados Unidos | Boston Celtics                              | Califórnia             |
| 4       | Dragan Bender           | PF/C    | Croácia        | Phoenix Suns                                | Maccabi FOX            |
| 5       | Kris Dunn               | PG      | Estados Unidos | Minnesota Timberwolves                      | Providence             |
| 6       | Buddy Hield             | SG      | Bahamas        | New Orleans Pelicans                        | Oklahoma               |
| 7       | Jamal Murray            | SG/PG   | Canadá         | Denver Nuggets                              | Kentucky               |
| 8       | Marquese Chriss         | PF      | Estados Unidos | Sacramento Kings (trocado para Phoenix)     | Washington             |
| 9       | Jakob Pöltl             | C       | Áustria        | Toronto Raptors                             | Utah                   |
| 10      | Thon Maker              | PF      | Austrália      | Milwaukee Bucks                             | Athlete Institute (HS) |
| 11      | Domantas Sabonis        | PF/C    | Lituânia       | Orlando Magic (trocado para Oklahoma)       | Gonzaga                |
| 12      | Taurean Prince          | PF      | Estados Unidos | Utah Jazz (trocado para Atlanta)            | Baylor                 |
| 13      | Georgios Papagiannis    | C       | Grécia         | Phoenix Suns (trocado para Sacramento)      | Panathinaikos BC       |
| 14      | Denzel Valentine        | SG/SF   | Estados Unidos | Chicago Bulls                               | Michigan State         |
| 15      | Juan Hernangómez        | SF/PF   | Espanha        | Denver Nuggets                              | Movistar Estudiantes   |
| 16      | Guerschon Yabusele      | PF      | França         | Boston Celtics                              | Rouen Métropole        |
| 17      | Wade Baldwin IV         | PG      | Estados Unidos | Memphis Grizzlies                           | Vanderbilt             |
| 18      | Henry Ellenson          | PF      | Estados Unidos | Detroit Pistons                             | Marquette              |
| 19      | Malik Beasley           | SG      | Estados Unidos | Denver Nuggets                              | Florida State          |
| 20      | Caris LeVert            | SG      | Estados Unidos | Indiana Pacers (trocado para Brooklyn)      | Michigan               |
| 21      | DeAndre' Bembry         | SF      | Estados Unidos | Atlanta Hawks                               | Saint Joseph's         |
| 22      | Malachi Richardson      | SG      | Estados Unidos | Charlotte Hornets (trocado para Sacramento) | Syracuse               |
| 23      | Ante Žižić              | C       | Croácia        | Boston Celtics                              | KK Cibona              |
| 24      | Timothé Luwawu-Cabarrot | SG/SF   | França         | Philadelphia 76ers                          | KK Mega Leks           |
| 25      | Brice Johnson           | PF      | Estados Unidos | Los Angeles Clippers                        | Carolina do Norte      |
| 26      | Furkan Korkmaz          | SG/SF   | Turquia        | Philadelphia 76ers                          | Anadolu Efes           |
| 27      | Pascal Siakam           | PF      | Camarões       | Toronto Raptors                             | Novo México            |
| 28      | Skal Labissière         | PF/C    | Haiti          | Phoenix Suns (trocado para Sacramento)      | Kentucky               |
| 29      | Dejounte Murray         | PG/SG   | Estados Unidos | San Antonio Spurs                           | Washington             |
| 30      | Damian Jones            | C       | Estados Unidos | Golden State Warriors                       | Vanderbilt             |

### Segunda rodada
| Escolha | Nome              | Posição | Nacionalidade  | Time                                            | Universidade/Time      |
| ------- | ----------------- | ------- | -------------- | ----------------------------------------------- | ---------------------- |
| 31      | Deyonta Davis     | PF/C    | Estados Unidos | Boston Celtics (trocado para Memphis)           | Michigan State         |
| 32      | Ivica Zubac       | C       | Croácia        | Los Angeles Lakers                              | KK Mega Leks           |
| 33      | Cheick Diallo     | PF/C    | Mali           | Los Angeles Clippers (trocado para New Orleans) | Kansas                 |
| 34      | Tyler Ulis        | PG      | Estados Unidos | Phoenix Suns                                    | Kentucky               |
| 35      | Rade Zagorac      | SG/SF   | Sérvia         | Boston Celtics (trocado para Memphis)           | KK Mega Leks           |
| 36      | Malcolm Brogdon   | PG/SG   | Estados Unidos | Milwaukee Bucks                                 | Virgínia               |
| 37      | Chinanu Onuaku    | PF/C    | Estados Unidos | Houston Rockets                                 | Louisville             |
| 38      | Patrick McCaw     | SG/SF   | Estados Unidos | Milwaukee Bucks (trocado para Warriors)         | UNLV                   |
| 39      | David Michineau   | PG      | França         | New Orleans Pelicans (trocado para Clippers)    | Élan Chalon            |
| 40      | Diamond Stone     | C       | Estados Unidos | New Orleans Pelicans (trocado para Clippers)    | Maryland               |
| 41      | Stephen Zimmerman | PF/C    | Estados Unidos | Orlando Magic                                   | UNLV                   |
| 42      | Isaiah Whitehead  | PG/SG   | Estados Unidos | Utah Jazz (trocado para Brooklyn)               | Seton Hall             |
| 43      | Zhou Qi           | C       | China          | Houston Rockets                                 | Xinjiang Flying Tigers |
| 44      | Isaia Cordinier   | SG      | França         | Atlanta Hawks                                   | Denain Voltaire        |
| 45      | Demetrius Jackson | PG      | Estados Unidos | Boston Celtics                                  | Notre Dame             |
| 46      | A. J. Hammons     | C       | Estados Unidos | Dallas Mavericks                                | Purdue                 |
| 47      | Jake Layman       | SF      | Estados Unidos | Orlando Magic (trocado para Portland)           | Maryland               |
| 48      | Paul Zipser       | SG/SF   | Alemanha       | Chicago Bulls                                   | FC Bayern de Munique   |
| 49      | Michael Gbinije   | SF      | Nigéria        | Detroit Pistons                                 | Syracuse               |
| 50      | Georges Niang     | PF      | Estados Unidos | Indiana Pacers                                  | Iowa State             |
| 51      | Ben Bentil        | PF      | Gana           | Boston Celtics                                  | Providence             |
| 52      | Joel Bolomboy     | PF/C    | Ucrânia        | Utah Jazz                                       | Weber State            |
| 53      | Petr Cornelie     | PF      | França         | Denver Nuggets                                  | Le Mans Sarthe         |
| 54      | Kay Felder        | PG      | Estados Unidos | Atlanta Hawks (trocado para Cleveland)          | Oakland                |
| 55      | Marcus Paige      | PG      | Estados Unidos | Brooklyn Nets (trocado para Utah)               | Carolina do Norte      |
| 56      | Daniel Hamilton   | SG/SF   | Estados Unidos | Denver Nuggets (trocado para Oklahoma)          | Connecticut            |
| 57      | Wang Zhelin       | C       | China          | Memphis Grizzlies                               | Fujian Sturgeons       |
| 58      | Abdel Nader       | SF      | Egito          | Boston Celtics                                  | Iowa State             |
| 59      | Isaiah Cousins    | PG/SG   | Estados Unidos | Sacramento Kings                                | Oklahoma               |
| 60      | Tyrone Wallace    | PG      | Estados Unidos | Utah Jazz                                       | Califórnia             |